# PHOX
PHOX är ett amerikanskt alternativ folk-/indiepopband, bildat 2011 i Baraboo, Wisconsin. Bandets självbetitlade debutalbum släpptes den 24 juni 2014.

## Diskografi

### Studioalbum
- Friendship (självutgivet)'(2012)
- PHOX (2014)
- Daytrotter Presents No. 15 (Hey Marseilles & PHOX) (2014)

### Singlar
- "Slow Motion" (2014)
- "Kingfisher" (2014)
- "1936" (2014)

### EP-skivor
- Unblushing EP (2011)
- Friendship (2011)
- Confetti (2012)
- iTunes Festival: London 2013 (2013)